# اکبر رضانیا
اکبر رضانیا سرهنگ خلبان و فرمانده هوانیروز پس از انقلاب ۱۳۵۷ بود.
رضائیان در اسفند ۱۳۵۷ پس از سرتیپ کیومرث ثقفی به فرماندهی هوانیروز انتخاب شد و تا انتخاب سرتیپ اسکندر عمادی در ۲۱ خرداد ۱۳۵۸ در این سمت بود.